# Les Contes du Korrigan
Les Contes du Korrigan est une série de bande dessinée regroupant des histoires courtes de différents auteurs sur le thème des korrigans (lutins bretons), des contes et légendes de Bretagne et des pays celtiques (Irlande, Écosse, Pays de Galles).
La série a été créée à l'initiative de Jean-Luc Istin et les deux principaux scénaristes sont Erwan Le Breton et Ronan Le Breton.

## Synopsis
Koc'h est un korrigan. Issu du petit peuple, il conte des légendes de Bretagne et d'autres pays celtiques. 

## Personnages

### Personnage principal
- Koc'h le korrigan (korrig signifie "petit nain" en breton), conteur officiel des korrigans. Il habite dans l'actuelle Bretagne.

## Albums
1. Livre premier : les Trésors Enfouis, scénario de Ronan et Erwan Le Breton, dessins de Frédéric Peynet, Jean-Luc Istin et Guy Michel, 2002  (ISBN 2-84565-317-4)[1]
2. Livre second : Les mille Visages du Diable, scénario de François Debois, Ronan et Erwan Le Breton, dessins de Guy Michel, Jean-Luc Istin, Frédéric Gaéta et Guillaume Lapeyre, 2003  (ISBN 2-84565-483-9)
3. Livre troisième : Les Fleurs d'écume, scénario de Jean-Luc Istin, Ronan et Erwan Le Breton, dessins de Jean-Luc Istin, Frédéric Peynet, Guy Michel et Jean-François Miniac, 2003  (ISBN 2-84565-673-4)
4. Livre quatrième : La pierre de justice, scénario de Ronan et Erwan Le Breton, dessins de Serge Fino, Guy Michel, Mika et François Gomès, 2004  (ISBN 2-84565-781-1)
5. Livre cinquième : L'Île d'Émeraude, scénario de Ronan et Erwan Le Breton, dessins de Serge Fino, Jean-Marie Minguez, Stéphane Bileau et François Gomès, 2004  (ISBN 2-84565-885-0)
6. Livre sixième: Au pays des Highlands, scénario de Ronan et Erwan Le Breton, dessins de Xavier Fourquemin, Christophe Babonneau et François Gomès, 2005  (ISBN 2-84565-997-0)
7. Livre septième : L'Assemblée des Bardes, scénario Christophe Lacroix, Ronan et Erwan Le Breton, dessins de Stevan Roudaut, Guy Michel, Sandro et François Gomès, 2006  (ISBN 2-84946-451-1)
8. Livre huitième : Les Noces féeriques, scénario de Jean-Luc Istin, Ronan et Erwan Le Breton, dessins de Christophe Babonneau, Stéphane Bileau, Dub et François Gomès, 2006  (ISBN 2-84946-604-2)
9. Livre neuvième : La Colline d'Ahna, scénario de Ronan Le Breton et Thomas Mosdi, dessins de Stéphane Créty, H. Tonton et Aja, 2008  (ISBN 978-2-302-00218-0)
10. Livre dixième : L'Ermite de Haute Folie, scénario de Ronan Le Breton, dessins de Stéphane Créty, Dim. D, Vicente Cifuentes et Jean-Paul Bordier, 2009  (ISBN 978-2-302-00641-6)

## Publication

### Éditeurs
- Soleil Productions (Collection Soleil Celtic) : Tomes 1 à 10 (première édition des tomes 1 à 10).

### Autre langue
Le premier tome est paru en breton sous le titre Marvailhoù ar C'horrigan 1 : An teñzorioù Kuzh en 2004 aux éditions Soleil dans la collection Keltiek. 